# Tadeusz Mieczkowski (działacz sportowy)
Tadeusz Mieczkowski (ur. 5 marca 1928 w Wilnie, zm. 31 grudnia 2015 w Szczecinie) – nauczyciel akademicki, wychowawca młodzieży, popularyzator sportu, turystyki i rekreacji fizycznej. Podczas II wojny światowej członek Szarych Szeregów (pseudonim "Bończa") i żołnierz II Partyzanckiej Wileńskiej Brygady Armii Krajowej.

## Działalność naukowa
Studia odbył w AWF w Warszawie (1951). W 1964 uzyskał stopień naukowy doktora, w 1969 został docentem, w 1995 doktorem habilitowanym i profesorem Uniwersytetu Szczecińskiego. Od 1951 mieszkał w Szczecinie. Był zatrudniony w szkolnictwie, w latach 1952-1960 w Technikum i Studium Wychowania Fizycznego, 1969-1980 był dziekanem Wydziału Wychowania Fizycznego w Wyższej Szkole Nauczycielskiej i Wyższej Szkole Pedagogicznej. Przewodniczący Komisji Organizacyjnej Uniwersytetu Szczecińskiego w latach 1985-1988. Organizator i Dyrektor Instytutu Kultury Fizycznej Uniwersytetu Szczecińskiego 1985-1990. Członek wielu organizacji społecznych i sportowych, współzałożyciel i prezes Polskiego Towarzystwa Naukowego Kultury Fizycznej w kilku kadencjach, prezes Klubu Kresowych Żołnierzy AK od 1981 r., wiceprezes Środowiska Kresowych Żołnierzy AK w Warszawie. W latach 1952–1966 trener w szczecińskich klubach sekcji akrobatyki sportowej, okresowo trener kadry narodowej. Współtwórca Polskiego Związku Akrobatyki Sportowej (1954, wieloletni wiceprezes Zarządu Głównego) i Międzynarodowej Federacji Akrobatyki Sportowej (IFSA – International Federation of Sports Acrobatics), gdzie pełnił funkcję członka Komisji Sędziowskiej i Komisji Technicznej. W latach 1975–1985 był wiceprezydentem IFSA. Okresowo był członkiem Komitetu Kultury Fizycznej PAN. Organizator specjalistycznych wczasów dla osób otyłych (Jurata 1974).
Kilka razy wystąpił w programie Śmiechu warte w TVP Szczecin emitowanym na antenie TVP1.
Autor ogólnopolskich i regionalnych programów telewizyjnych i radiowych upowszechniających aktywny wypoczynek i walkę z otyłością. Autor ponad 130 publikacji z zakresu kultury fizycznej. Współautor i autor programów wychowania fizycznego dla uczelni i szkół.

## Działalność społeczna
Przewodniczący Komitetu Fundacyjnego Sztandaru 12 Brygady Zmechanizowanej im. gen. broni Józefa Hallera w Szczecinie i ojciec chrzestny sztandaru.

## Odznaczenia
- Krzyż Komandorski Orderu Odrodzenia Polski
- Krzyż Walecznych
- Złoty Krzyż Zasługi
- Krzyż Armii Krajowej
- Krzyż Partyzancki
- Medal Komisji Edukacji Narodowej
- Krzyż Pamiątkowy Akcji „Burza”
- Złota Odznaka Honorowa Gryfa Pomorskiego
- Medal za zasługi w rozwoju nauki na Pomorzu Zachodnim
- Order Przelanej Krwi za Ojczyznę
- Krzyż Walki o Niepodległość „ANTYK”

## Prace naukowe i publicystyczne[5]
- Przepisy zawodów w gimnastyce akrobatycznej (1956)
- Akrobatyka sportowa  (1970)
- Wychowanie fizyczne. Podręcznik dla kl. IV-V (1977)
- Akrobatyka. Skrypt dla studentów uczelni wychowania fizycznego (1977)
- Sport szczeciński w 35-leciu PRL (1980)
- Uwaga nadwaga (1984)
- Nauczanie akrobatyki. T. 1, Ćwiczenia indywidualne (1997)
- Nauczanie akrobatyki. T. 2, Ćwiczenia zespołowe (1997)